# Parque nacional de Yangudi Rassa
El Parque nacional de Yangudi Rassa es uno de los parques nacionales de Etiopía. Está situado en la región de Afar, sus 4.730 kilómetros cuadrados de territorio incluyen el monte Yangudi cerca de la frontera sur y las planicies que rodean Rassa, con altitudes de 400 a 1459 metros sobre el nivel del mar. La arena semi-desértica y praderas arboladas cubren la mayoría del parque. Este parque se encuentra entre el territorio de los Afar y los issas, y debido a que la violencia han sido frecuente entre ellos, la mayor parte del parque pasó a ser en un área donde se evitan entre sí. Como resultado, la mayor parte de la protección activa del parque se centra en aspectos alrededor del conflicto.
Este parque nacional fue propuesto en 1977 para proteger, en particular, al asno salvaje africano, pero los pasos exigidos para establecer oficialmente el parque no estaban terminados para 2002. 